# Buick Estate Wagon
Der Buick Estate Wagon wurden große Kombi-Pkw in verschiedenen Modelljahren von der amerikanischen Automobilmarke Buick unter dem Automobilkonzern General Motors genannt.

## Von Jahr zu Jahr

### 1940–1958
Der erste Estate Wagon wurde 1940 in der Modellreihe Super angeboten. Er hatte einen Holzaufbau und es gab ihn von 1941 bis 1942 auch als Special und von 1946 bis 1953 wieder auf der GM-C-Plattform als Super und Roadmaster. Von 1954 bis 1964 wurde er auf der kleineren GM-B Plattform als Special, als Century, als LeSabre und als Invicta mit Ganzstahlkarosserien angeboten. Darunter gab es auch Hardtop-Modelle mit dem Namen Caballero in den Modelljahren 1957 und 1958.

### 1970–1976
1970 wurde der Modellname auf der GM-B-Plattform wieder eingeführt und hieß nun schlicht Estate Wagon. Der 70er-Jahrgang verfügte über das „two-way door-gate“ mit versenkbarer Scheibe.
Von 1971 bis 1976 wurde der Estate Wagon auf der GM-C-Plattform aufgebaut und hatte, wie alle großen Kombis von GM, die neue Clam Shell-Heckklappe. Bei dieser Variante der Heckklappe wir die Heckscheibe als separate Einheit zwischen Dach und Innenraumhimmel versenkt und die Heckklappe selbst fährt nach unten in einen Zwischenraum unter dem inneren Kofferraumboden. Die GM-Kombis von 1974 bis 1976 waren die größten je gebauten. Die Fahrzeuge hatten in dieser Zeit einen 7,5-Liter-V8-Motor.

### 1977–1990
1977 wurde der Estate Wagon verkleinert und wieder auf der GM-B-Plattform herausgebracht. Ein Estate Wagon Limited von 1979 hatte viele Sonderausstattungen ohne Aufpreis zu bieten. Um das Limited-Modell besser von den billigeren Varianten zu unterscheiden, hatte es vier anstatt drei Lüftungsöffnungen in den vorderen Kotflügeln und im Innenraum gab es lose Polsterkissen. Die Stylingveränderungen des Modelljahres 1980 verbesserten die Aerodynamik des Fahrzeuges und verhalfen ihm zu einem niedrigeren Benzinverbrauch. Ebenfalls 1980 wurde der Electra Estate Wagon eingeführt und ersetzte den Estate Wagon Limited. Das einfachere Modell hieß LeSabre Estate Wagon. 
Die letzten Estate Wagon waren heckgetriebene Fahrzeuge auf GM-B-Plattform mit einem Radstand von 2944 mm. Der Name Electra Estate wurde für die Kombis 1988 und 1989 genutzt, obwohl der Electra als Limousine bereits Frontantrieb hatte und auf der GM-C-Plattform aufgebaut war. Im letzten Modelljahr, 1990, hießen die Fahrzeuge einfach Estate. Dieser Estate wurde 1991 durch den Roadmaster Estate Wagon auf der GM-B-Plattform ersetzt. Obwohl dies ein Estate war, heißt er üblicherweise Roadmaster. 
Der Estate hatte von 1977 bis 1980 einen 5,7-Liter-V8-Motor mit 114–125 kW. Nach dem Auslaufen der V8-Motoren bei Buick wurden Oldsmobile-Motoren verwendet, entweder der 5,0-Liter-V8 mit 103 kW oder der 5,7-Liter-V8-Diesel mit 77 kW.

## Trivia
Ein Buick Electra Estate Wagon spielte eine entscheidende Rolle im Film Die Nacht der Abenteuer von 1987.